# 山城町国政
山城町国政（やましろちょうくにまさ）は、徳島県三好市の町名。2021年（令和3年）2月28日現在の人口は94人、世帯数は48世帯。郵便番号は779-5321。

## 地理
三好市の西部に位置。北は山城町末貞、西は山城町岩戸、南は山城町重実、東は吉野川を挟んで池田町川崎にそれぞれ接する。東側の吉野川には鮎戸瀬と呼ばれる遡上する鮎の名所がある。
地内東部は吉野川が境界をなし、国道32号が並行して南北に通る。

### 河川
- 吉野川

## 歴史
- 2006年（平成18年）3月1日 - 三好郡山城町が三野町・池田町・井川町・東祖谷山村・西祖谷山村と合併して三好市が発足し、現在の町名となる。

## 世帯数と人口
2021年（令和3年）12月31日現在の世帯数と人口は以下の通りである。
| 町丁       | 世帯数 | 人口 |
| ---------- | ------ | ---- |
| 山城町国政 | 48世帯 | 94人 |

## 小・中学校の学区
市立小・中学校に通う場合、学区は以下の通りとなる。
| 番地 | 小学校             | 中学校             |
| ---- | ------------------ | ------------------ |
| 全域 | 三好市立山城小学校 | 三好市立山城中学校 |

## 施設
- 圓明寺
- 鮎戸瀬
- NHK山城ラジオ中継局

## 交通

### 鉄道
- 最寄駅はJR土讃線の阿波川口駅。

### 道路
国道
- 国道32号